# Phyllacanthus magnificus
Phyllacanthus magnificus is een zee-egel uit de familie Cidaridae.
De wetenschappelijke naam van de soort werd in 1914 gepubliceerd door Hubert Lyman Clark.